# عبدالله میرزای ناظر

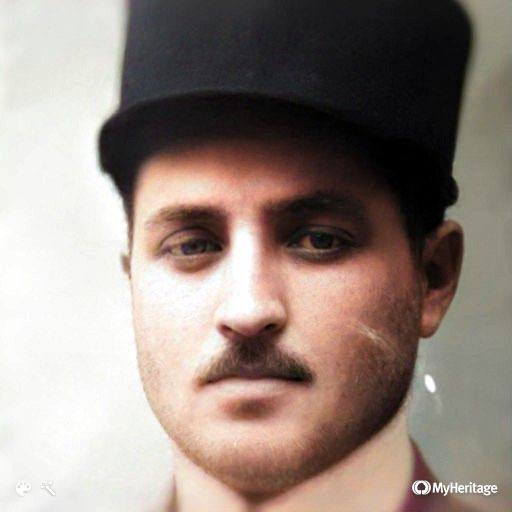
عبدالله میرزای ناظر در دوران نظارت

عبدالله رضوی میرزای ناظر معروف به عبدالله شهدوست ‌‌‌‌(١٢٧۵مشهد-١٣۶۶ مشهد) از سیاستمداران و واقفان ایرانی بود، که در دوره‌های یازدهم،  دوازدهم و  سیزدهم  به عنوان نماینده درگز در مجلس شورای ملی حضور داشت،وی همچنین طی سالیان متمادی منصب نظارت آستان قدس رضوی را در اختیار داشت.

## زندگی‌نامه

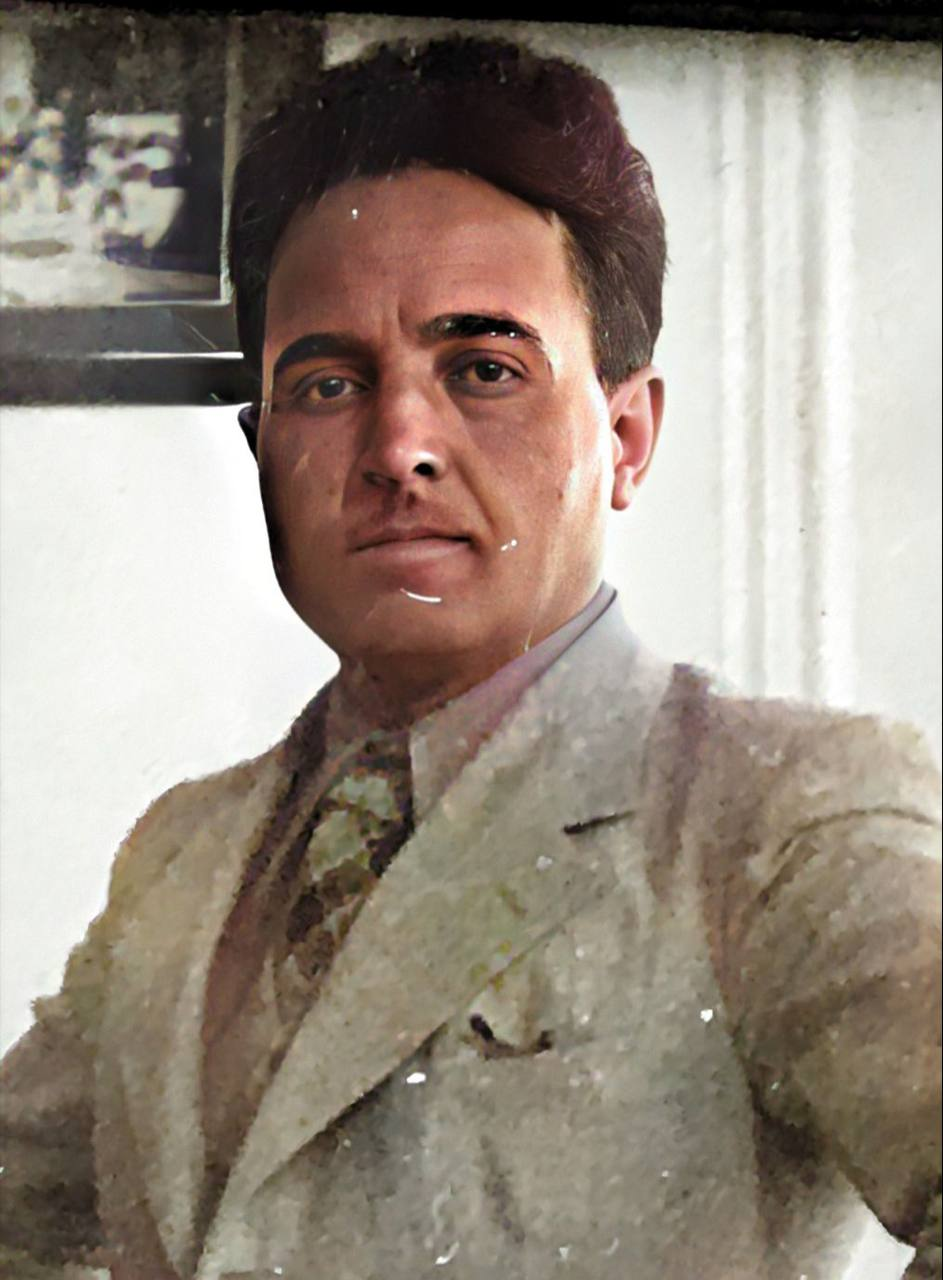
عبدالله میرزای ناظر شهدوست در دوران نمایندگی مجلس شورای ملی

عبدالله رضوی میرزای ناظر (شهدوست) در سال ۱۲۷۵ در مشهد متولد شد. پدرش محمد مهدی رضوی میرزای ناظر از ملاکین مشهد بود. وی و خاندانش پشت در پشت ناظر کل و بازرس در آستان قدس رضوی بودند. میرزای ناظر دارای مدرک کارشناسی ارشد در رشته کشاورزی‌ از دانشگاه برلین بود.
از وی به عنوان بزرگ‌ترین واقف درمانی خراسان یاد شده‌است.

## نام گذاری ها

### کوچه ی ناظر (هاشمی نژاد 12)
بخش زیادی از املاک کوچه متعلق به میرزای ناظر بوده و او هم آن‌ها را وقف کرده است برای همین از قدیم اینجا را به نام او می‌خواندند.

### کوچه ی میرزای ناظر(دانشگاه5)
کوچه دانشگاه 5 در محله صاحب الزمان از گذشته تاکنون به نام  «میرزای ناظر»  معروف بوده است. وجه تسمیه آن، ملک چندهزارمتری عبدالله میرزای ناظر در این کوچه است. این ملک آن قدر بزرگ است که سمت چپ کوچه از ورودی دانشگاه تا انتهای این کوچه را دربرگرفته است. ابتدای کوچه، درست روبه روی یکی از چند درب ورودی ملک میرزای ناظر، مسجدی بنا شده که آن هم ازجمله موقوفات این واقف و خیر به نام است. آب روان در جوی های تمام سنگی که به خانه میرزای ناظر وارد می شده، وجه تسمیه باغ سنگی است.

## اقدامات
عبدالله میرزای ناظر شهدوست اقدامات فراوانی در جهت رشد و آبادی مناطق مختلف ایران کرد،از اقدامات وی می توان به تبدیل زمین های بایر به دایر ، وقف های فراوان و ساخت قنات ها و باغ ها و همچنین ساخت درمانگاه شبانه روزی ،پرورشگاه، دبیرستان مختص ایتام و افراد بی بضاعت و همینطور ساخت مسجد در جهت رشد و توسعه شاندیز نام برد، وی با وقف های خود باعث اشتغال زایی مستقیم و غیر مستقیم سی و هشت هزار و هفتصد نفر شده است .
عبدالله میرزای ناظر با برجای گذاشتن موقوفاتی به مساحت12هزار هکتار از بزرگترین واقفان ایران است.

## درگذشت
عبدالله میرزای ناظر در پنجم آبان ماه ۱۳۶۶ در مشهد درگذشت، پیکر وی در مقبره خانوادگی اش در شاندیز دفن شد.

## نگارخانه

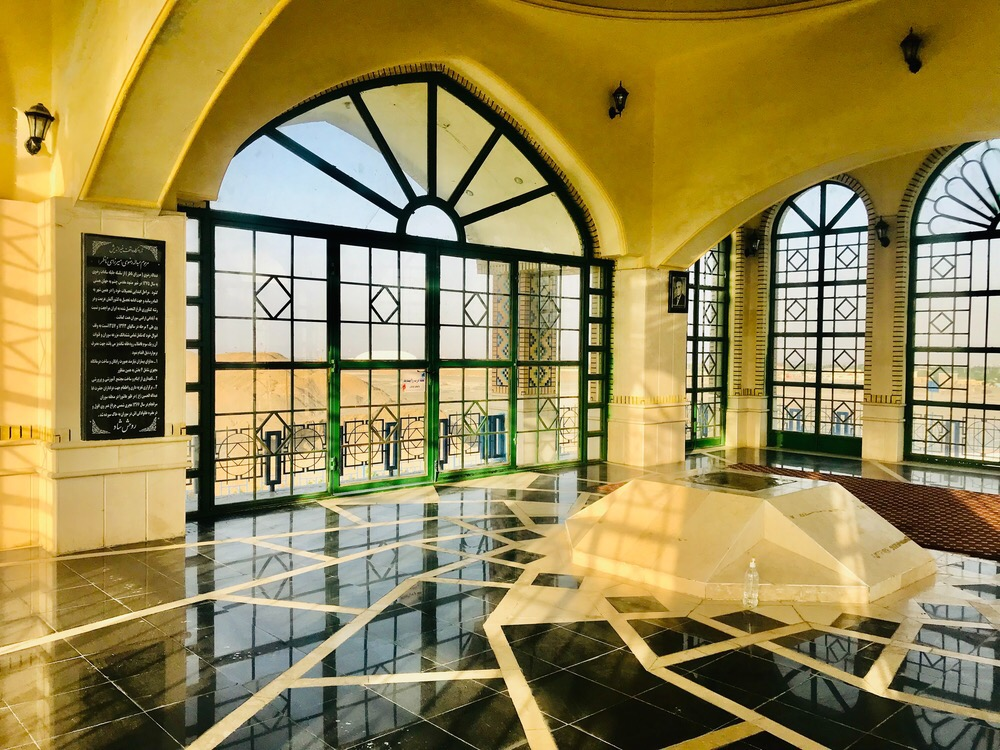
نمایی داخلی آرامگاه خانوادگی میرزای ناظر
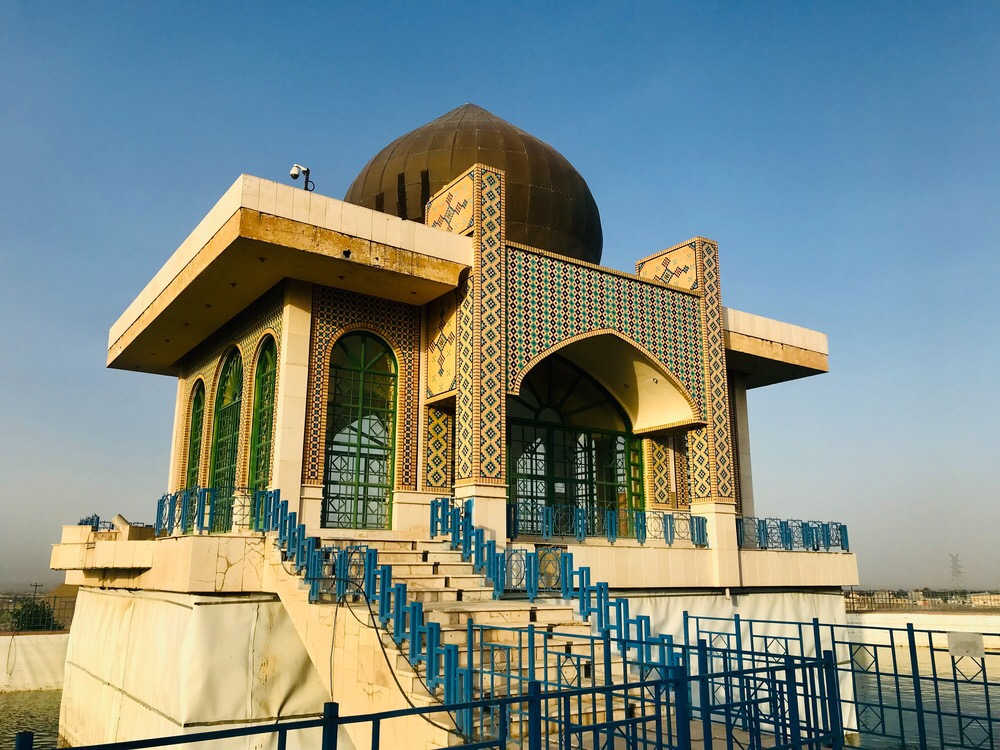
نمای بیرونی  آرامگاه خانوادگی میرزای ناظر
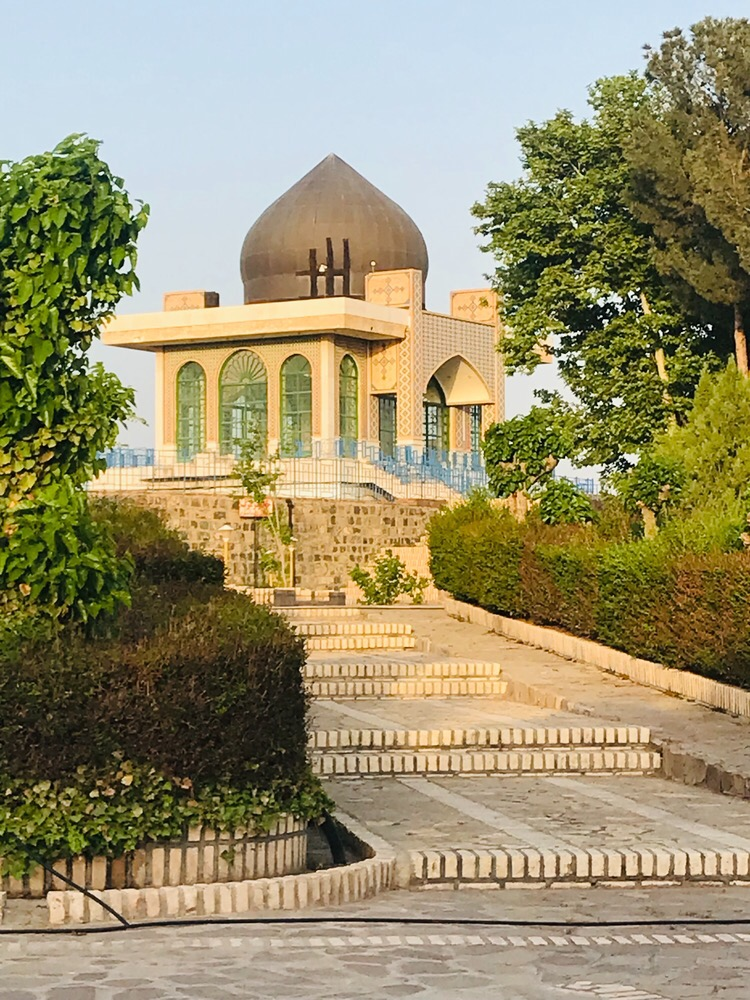
نمای بیرونی آرامگاه خانوادگی میرزای
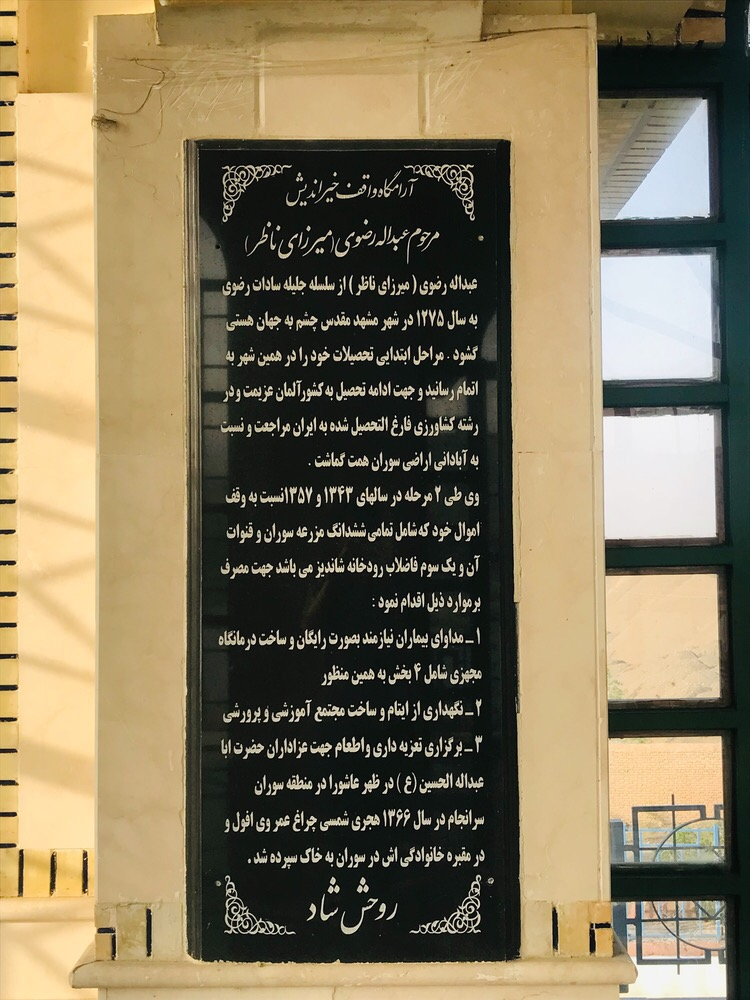
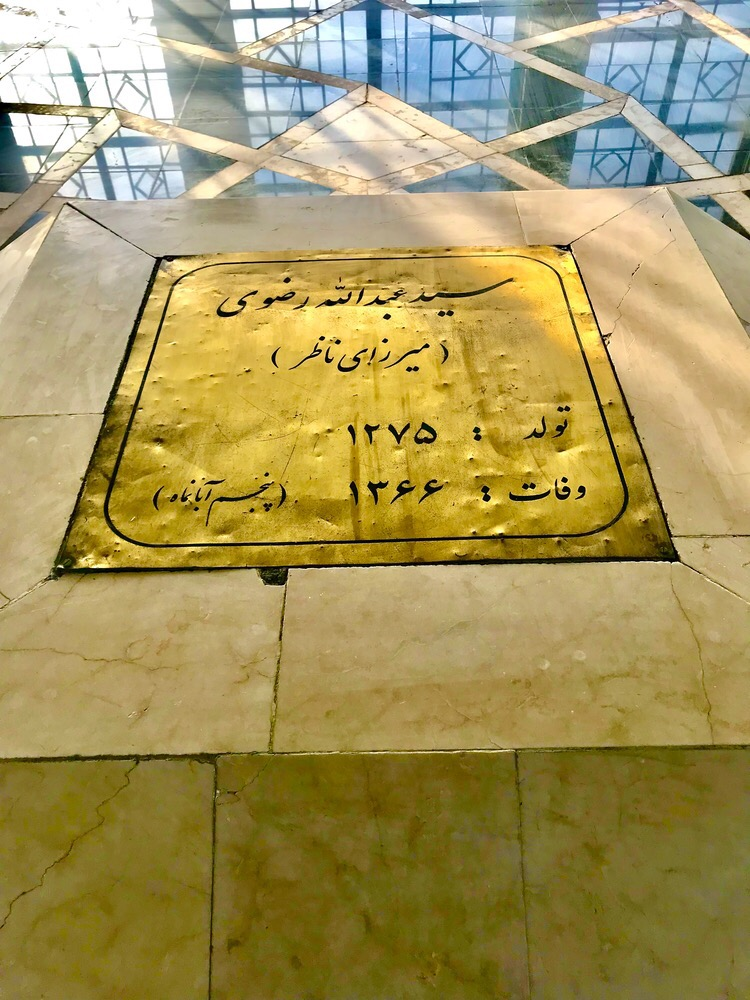
سنگ قبر عبدالله شهدوست(میرزای ناظر)